# Du, Herre, avskilt har min lott
Du, Herre, avskilt har min lott är en psalm med text skriven av Johan Olof Wallin.

## Publicerad i
- 1819 års psalmbok som nr 334 under rubriken "Husbönder och tjänare".[1]